# Катастрофа DC-3 в Колумбии
Катастрофа DC-3 под Сан-Мартином — авиационная катастрофа, произошедшая 9 марта 2019 года вблизи города Сан-Мартин, департамент Мета (Колумбия). Самолёт Douglas DC-3 разбился при заходе на посадку в аэропорту Вильявисенсьо. Все 11 пассажиров и 3 члена экипажа на борту погибли.

## Самолёт
Самолёт Douglas DC-3, зарегистрированный как HK-2494 (серийный номер 33105), был построен в 1945 году для ВВС США как Douglas TC-47B-DK (USAAF 44-76773 / MSN 16357) и преобразован в Douglas R4D-7 (USN 99826) для ВМС США 14 мая 1945 года. В 1962 году он был переименован в Douglas TC-47K и передан Техасскому университету в Остине 8 октября 1971 года с регистрационным номером 87611. В 1997 году он был продан в Колумбию, где с 1999 года принадлежал SADELCA, а с 2015 года — LASER.

## Катастрофа
Во время крейсерского полета у левого двигателя произошел сбой, в результате чего вышла из строя масляная система этого двигателя. Затем экипаж сообщил по радио о бедствии и начал подготовку, чтобы приземлиться на взлетно-посадочной полосе на плантации Ла-Ринконада. Во время снижения экипаж не мог включить двигатель, как это требовалось при отказе двигателя, поэтому они начали терять скорость из-за того, что не удалось флюгировать винт, создавая сопротивление. В 10:31 по местному времени экипаж сделал последнюю передачу, заявив, что взлётно-посадочная полоса видна. По словам очевидцев, они видели, как самолёт делал несколько разворотов при снижении. Затем самолёт разбился недалеко от дороги и загорелся. Рабочие плантации бросились на помощь, но выживших не было обнаружено. Среди погибших — мэр поселения Тарайра Дорис Лизет Виллегас Чара, её супруг Альберто Араке и их дочь.

## Расследование
17 марта 2019 года был выпущен предварительный отчёт о катастрофе на испанском языке.
3 января 2021 года Grupo de Investigacion de Accidentes (GRIAA) выпустила заключительный отчёт. В качестве причин катастрофы были указаны следующие факторы:
- Потеря управления в полёте из-за низкой скорости, вызванное проблемами с левым двигателем.
- Неисправность системы смазки двигателя, утечка масла.
- Усталость металла.
- Неэффективная программа обеспечения безопасности со стороны эксплуатанта, который не обнаружил наличие технических неисправностей в самолёте.
- Ошибки экипажа при экстренной ситуации. Отсутствие стандартов в принятии решения — выбор запасного аэродрома или посадки в поле.